# Caducité d'un acte juridique en droit français
La caducité d'un acte juridique (loi, décret, contrat, acte unilatéral, etc) est le sort qui frappe l'acte devenu caduc.

## Étymologie
Le terme vient du latin caducus, du verbe cadere : tomber.

## Signification
Un acte caduc signifie que cet acte était régulier et valable lors de son édiction, de sa création, mais qu'il a perdu ses effets juridiques ultérieurement en raison de la survenance de certaines circonstances ou de certains faits l'empêchant d'être exécuté.
L'anéantissement s'opère de plein droit du seul fait de la défaillance de la condition à laquelle il était soumise.
La caducité peut donc résulter :
- soit d'une condition qui était présente à l'origine mais qui vient à disparaître ultérieurement ;
- soit de la sanction d'une négligence lorsqu'il incombait à une personne de réaliser une condition.

## Distinctions avec d'autres notions connexes
La caducité se distingue de l'abrogation ou de l'abolition d'un texte par le fait que celle-ci émane de l'autorité publique et est décidée à des fins politiques, concernant l'ensemble des citoyens, alors que la caducité concerne un seul acte, devenu caduc en dehors de la volonté du législateur.
Elle se distingue aussi de l'annulation, de la résolution, de la résiliation, de la nullité d'un acte juridique en ce sens qu'elle ne sanctionne pas un vice entachant dès l'origine la validité de l'acte, mais sanctionne une carence ultérieure entamant l'acte dans sa perfection ou l'empêchant d'être efficace. La caducité n'est donc pas rétroactive et ne joue que pour l'avenir.
Elle se différencie de la déchéance ou de la forclusion en ce qu'elle n'entraîne pas extinction d'un droit mais seulement perte d'efficacité d'un acte.

## Exemples

### Disparition d'une condition nécessaire
- Le testament est caduc si le légataire meurt avant le testateur (article 1039 du code civil).
- Le legs ou le contrat de bail (bail civil, bail commercial...) est caduc en cas de destruction de la chose léguée du vivant du testateur (article 1040 du Code civil) ou de la chose louée (article 1733 du Code civil).
- Un contrat de prêt fait l'objet d'un rachat anticipé avec un nouveau prêt remplaçant l'ancien, qui devient par conséquent caduc.
- Une donation au dernier vivant dans le cadre d'un mariage devient caduque au moment du divorce.
- Une promesse synallagmatique de vente devient caduque si l'une des conditions prévues n'est pas satisfaite (exemple : défaut d'obtention d'un prêt immobilier, refus par le maire d'un permis de construire, etc).

### Sanction d'une négligence
- Caducité de la citation en justice ou de l'assignation (articles 314, 405, 469, 757, 791 du code de procédure civile), caducité de la déclaration d'appel (article 1101) : dans ces cas, la caducité entraîne l'extinction de l'instance ;
- Caducité du mandat[2] du syndic  de copropriété[3] .